# Can Sellarès
Can Sellarès est un édifice situé dans la commune de L'Armentera, en Catalogne (Espagne). Il est classé dans l'Inventaire du patrimoine architectural de Catalogne.

## Description
La maison de Can Sellarès est située à cent mètres de l'église Saint-Martin. L'édifice est constitué de deux parties distinctes, chacune dotée d'un rez-de-chaussée et d'un étage. Construit au XVIIe siècle, l'édifice a été remanié au XXe siècle.